# Синдром Феникса
«Синдро́м Фе́никса» — десятый роман российского писателя Алексея Слаповского, опубликованный в 2006—2007 годах. В нём рассказывается история мужчины, потерявшего во время пожара память и страдающего неизвестным заболеванием, названным местным врачом-психиатром «синдромом Феникса», вследствие которого пострадавший теряет память заново каждый раз, когда контактирует с огнём. Роман вышел в финал российской литературной премии «Большая книга» 2007 года. По нему поставлен одноимённый четырёхсерийный мини-телесериал.

## Издания
Роман был впервые опубликован в конце 2006 года в журнале «Знамя». Первая половина романа вошла в одиннадцатый номер, концепцией которого стала публикация произведений в жанре «ultra-fiction», суть которого — применение приёмов жанровой литературы к литературе мейнстрима, окончание романа вышло в двенадцатом номере. Отдельной книгой «Синдром Феникса» издан в 2007 году. В 2009 году роман вошёл в состав авторского сборника Слаповского «Закодированный».

## Сюжет
Действие книги происходит в некоем подмосковном городке, условно названном Чихов, куда и приходит её главный герой — бомж, потерявший память, не знающий, кто он и откуда и, во многом, впавший в детство. Он появляется в магазине у Татьяны Лавриной, а потом приходит к порогу её дома, и сидит там, пока Татьяна из жалости не оставляет его у себя в сарае, назвав Гошей (герой среагировал на это имя, когда она перебирала мужские имена). Одежда Гоши пахнет пожаром, сам он боится огня, а в воротнике его куртки оказывается зашита пачка долларов. Сама Татьяна — тридцатипятилетняя привлекательная женщина, мать двоих сыновей, выгнавшая мужа за пьянство и тунеядство.
Переживая прямой контакт с огнём, Гоша каждый раз теряет память заново, начиная жизнь с чистого листа. При этом с каждой потерей памяти он взрослеет: от непосредственного детского восприятия мира переходит к агрессивному подростковому, затем — к взрослой рассудительности и, наконец, становится человеком действия, человеком, принимающим решения. Эта странная болезнь, не имеющая аналогов среди известных науке заболеваний, и была названа чиховским врачом-психиатром «синдромом Феникса». Четыре возникших в результате действия этого синдрома возрастных состояний героя и определяют композицию романа, поделённого на четыре части.
В поисках себя и своего дела Гоша последовательно показывает себя как умелый столяр, автомеханик, становится на какое-то время звездой футбольной команды, добивается успеха в качестве ландшафтного дизайнера, проявив во всём этом недюжинные дарования. При этом он ориентируется в мире уголовных и тюремных «понятий» и порой даже проявляет соответствующие наклонности, испытывает тягу к азартным играм. С самого начала книги начинается расследование с целью выяснить забытое прошлое Гоши, в котором участвует как милиция, так и соседи-чиховцы. Татьяна посылает фотографию Гоши на телевидение. На основании некоторых улик у участкового возникает подозрение, что Гоша — скрывающийся бандит и убийца, однако всё поведение героя противоречит этой идее, он проявляет не агрессию, но любопытство, доброту и здравомыслие. А когда, вопреки своему страху перед огнём, спасает сыновей Татьяны, устроивших пожар, играя со списанной пиротехникой — подлинный героизм.
На этом фоне развивается и любовная линия книги. Гоша явно выделяется на фоне окружающих мужчин, большинство из которых погрязли в пьянстве, лени и паразитизме. У Татьяны возникает вполне понятное желание воспитать из Гоши честного, порядочного мужчину «своей мечты», в то время как её бывший муж, находясь в постоянном поиске денег на очередную пьянку, всё ещё играет в хозяина в её доме. При этом до самого конца книги отношения Гоши и Татьяны остаются целомудренными. Интерес к загадочному пришельцу проявляют и другие женщины Чихова, из которых ближе всех к успеху оказывается бизнес-вумен Рената, двор которой обустраивает герой книги в качестве ландшафтного дизайнера.
В это время, опознав показанное в телепередаче фото, героя книги находят родственники — жена и её брат. Выясняется, что его настоящее имя — Виктор, он — бизнесмен, вовлечённый в политику губернского масштаба, и пропал, имея при себе большую сумму денег, предназначенных в качестве взятки. У Виктора — действительно уголовное прошлое, но оно оказывается сравнительно невинным, он — не бандит, и не убийца. Герой (оказавшийся детдомовцем) находит следы своей родной матери и выясняет, что Татьяна похожа на неё внешне. Пресытившись своей прежней жизнью, Виктор-Георгий после очередного контакта с огнём разыгрывает полную потерю памяти (хотя на самом деле он вспомнил всё забытое им ранее). Он подписывает бумаги о передаче своего имущества жене и сбегает из принадлежавшего ему особняка в город Чихов, к Татьяне.

## Аллюзии и параллели
Имя главной героини «Синдрома Феникса» — очевидная отсылка к «Евгению Онегину» Пушкина, это Татьяна Ларина в фамилию которой добавили одну букву, намекнув тем самым на лавровый венец. Данная ассоциация вполне органична для понимания романа. Как пишет Ольга Маховская, несмотря на столь резкую смену социальной идентичности, превращение воспитанной вдали от «высшего света» юной аристократки в зрелую, разочаровавшуюся в семейном счастье провинциальную продавщицу — Татьяна у Слаповского отнюдь не пародия на пушкинский идеал — но настоящая героиня нашего времени.
Андрей Немзер фокусируется на месте романа в творчестве Слаповского в целом, выделяет своего рода цикл романов о поиске героем себя, «своего скрытого Я», начатый романом «Я — не я», в котором измученный безвременьем эпохи застоя герой скитается по чужим телам, жизням и судьбам, пытаясь вернуться к себе, и законченный «Синдромом Феникса». Немзер отмечает эту тему как сквозную для Слаповского, в том или ином виде присутствующую во всех его романах, написанных между этими двумя произведениями.
Немецкий филолог-славист, исследователь творчества Горького Армин Книгге обратил внимание на прямую отсылку к «Песне о Соколе». Рассказчик перед тем, как описать, как Гоша, вопреки своей пирофобии, спасает из огня детей Татьяны, говорит о том, что «с детства не любит подвигов» и не стал бы описывать ещё один, если бы этого не требовала правдивая история, и приводит в качестве примера противоположного подхода поэму Горького. Книгге пишет, что хотя Слаповский вроде бы противопоставляет себя «Буревестнику» Максиму Горькому, его протагонистам, ценящим своё человеческое достоинство «людям русской классики» не слишком чужд и горьковский романтизм.

## Реакция
Наталья Иванова в статье, которой открывался номер «Знамени», где начал публиковаться роман, обозначила его жанр как ultra-fiction — уточнив, что Слаповский использовал приёмы жанровой литературы во всех своих романах, и что при этом ему не всегда удаётся удерживаться в рамках мейнстрима. Она отметила, что в данном романе именно фантастическое допущение является основным двигателем и «ускорителем» его сюжета. Сторонние обозреватели согласились с тем, что роман написан достаточно обычным образом как для автора (подтвердив колебания автора между «жанровой» и «большой» литературой), так и для современной прозы в целом (Андрей Немзер сравнил его с романами, публикуемыми в то же время в других «толстых журналах»). Евгений Ермолин, заместитель главного редактора журнала «Континент», в обзоре художественной прозы 2006 года поместил роман Слаповского в ряд авантюрных произведений о противостоянии личности и общества совмещающих социальный подтекст с фантастическим допущением. Евгения Щеглова в обзоре периодики в том же «Континенте» писала: «Слаповский — отличный беллетрист. Напрасно ждать от него глубины», однако отметила нетривиальный сюжет книги и то, как автор, по её выражению, «в очерковом регистре», показывает убедительную панораму современной жизни. Василина Орлова в «Новом мире» отнесла роман, вместе с большей частью книг 2006—2007 годов, ставших предметом обсуждения литературных критиков, к книгам, действие которых происходит в «понарошечном» мире, внешне реалистичной «заведомой фантастике».
Ольга Маховская в «Книжном обозрении», будучи социальным психологом, отметила психологическую достоверность «Синдрома Феникса», сравнив Алексея Слаповского по точности описания социально-психологических типов с такими русскими классиками, как Толстой, Достоевский, Островский и Горький. Высоко оценил роман и Андрей Немзер. Споры вызвал и финал книги, если Немзер и Маховская сочли его органичным итогом поиска протагонистом своего истинного я, о том же пишет и Армин Книгге, ряд литературоведов увидели в нём стандартный happy end, дань массовой культуре. Так Лев Данилкин, отметив «фонтанирующий витализм» романа, живость характеров, потенциал превращения города Чихова в подмосковную Йокнапатофу, сетует, что «Слаповский спешит, будто его кто в спину толкает» (связав подобную торопливость с холерическим темпераментом автора) и то, что могло стать сагой остаётся «коллекцией анекдотов». Вторит ему и Анастасия Рогова, написавшая в «Вопросах литературы», что «„Синдром Феникса“, который начинается как вдумчивая проза, поднимая глубокие внутренние вопросы одиночества в толпе, беспамятства от беззаботности, — по мере развития сюжета бодро скатывается в остросюжетный романчик, в лучших традициях отечественных мыльных опер».
Роман вошёл в короткий список премии Большая книга 2007 года.

## Экранизация

В 2009 году режиссёр Сергей Соколюк снял по роману «Синдром Феникса» одноимённый четырёхсерийный комедийный телевизионный художественный фильм. Слаповский назвал сценарий по своему роману «почти авторской работой», в которой ему не пришлось слишком уж сильно подстраиваться под законы жанрового кино. Съёмки проходили в Калужской области, в городе Тарусе. Оператором картины был Дмитрий Масс, а музыку к картине написал Фёдор Чистяков, его песня «Цвет моей мечты» звучит в финале каждой серии. Пилотная серия картины вышла в эфир на «Первом канале» 19 октября 2009 года. В 2011 году фильм был отмечен на первой церемонии вручения премии «Золотой носорог» за лучший телефильм и лучшую режиссёрскую работу, Галина Польских и Роман Мадянов были отмечены «Носорогами» за лучшие роли второго плана.

### В ролях
- Ольга Будина — Татьяна Лаврина, продавец в местном магазине
- Георгий (Егор) Дронов — Гена Колычев («Гоша»)
- Анна Невская — Рената
- Роман Мадянов — дядя Юрия Кумилкина, сосед Татьяны
- Александр Демидов — Юрий Кумилкин, сосед Татьяны
- Камиль Ларин — Анатолий Абдрыков, бывший муж Татьяны
- Галина Польских — Эмма Петровна Обходимова, соседка Татьяны
- Максим Лагашкин — Виталий Харченко, лейтенант, участковый уполномоченный милиции
- Анна Ардова — Лидия, парикмахер, подруга Татьяны
- Андрей Кайков — психиатр
- Александр Робак — майор милиции
- Александр Числов — милиционер
- Игорь Мещерин — тренер по футболу
- Иван Иванов — Толик, сын Татьяны
- Юрий Думчев — спонсор футбольной команды «Заря»